# 언브로큰 (영화)
《언브로큰》(영어: Unbroken)은 2014년 공개된 미국의 영화이다.

## 출연
- 잭 오코널 - "루이" 루이스 잠페리니 역
- 미야비 - "새" 와타나베 무쓰히로 역
- 루이스 맥킨토시 - 해리스 역
- 로스 앤더슨 - 블래키 역
- 라이언 아헌
- 마이클 훼일리 - 스탠 필스버리 역
- 안소니 펠런 - 신부 역
- 샌디 윈톤 - 코치 역
- 하시모토 쿠니
- 유타카 이즈미하라
- 우사미 신고
- 개릿 헤들런드 - 존 피츠제럴드 역
- 제이 코트니 - "컵" 휴 커퍼널 역
- 도널 글리슨 - "필" 러셀 필립스 역
- 핀 위트록 - "맥" 프랜시스 맥나마라 역
- 앨릭스 러셀 - 피트 잼퍼리니 역
- 존 드리오 - 어린 피트 잼퍼리니 역
- 루크 트레더웨이 - 밀러 역
- 스펜서 로브랑코 - 해리 브룩스 역
- 트래비스 제프리 - 지미 역
- 조던 패트릭 스미스 - 클리프 역
- 존 마가로 - 프랭크 A. 팅커 역
- 마달레나 이시알레 - 루이즈 잼퍼리니 역
- 빈센조 아마토 - 앤서니 역
- C.J. 밸러로이 - 어린 루이 역
- 딜란 제임스 왓슨 - 엔지니어 역
- 모건 그리핀 - 신시아 애플화이트 역
- 스티븐 스탠튼
- 존 마이클 버든
- 셀레스트 코튼
- 코너 포가티
- 그레이엄 포드
- 서배너 램블 - 실비아 잼퍼리니 역
- 소피 달라 - 버지니아 잼퍼리니 역